# Yakari (seriál)
Yakari je francouzsko-belgický animovaný televizní seriál vysílaný od roku 2005 na televizní stanici France 3. Seriál, stejně jako jeho předchůdce, seriál z roku 1983 vychází ze stejnojmenného komiksu od autorů Job & Derib.
Dosud bylo odvysíláno 5 řad s celkem 156 díly. V Česku byl seriál do roku 2018 vysílán na stanici ČT :D, dříve byl na stanici Minimax.
Hrdinou seriálu je siouxský chlapec Yakari, který umí mluvit se zvířaty a jeho kůň Malý Blesk. V jednotlivých dílech zažívá různé příhody ať už se zvířaty, nebo s členy svého kmene.
V roce 2020 vznikl i celovečerní animovaný film Yakari – Velké dobrodružství.

## Hlavní postavy
- Malý Blesk – Yakariho kůň, jeho nejlepší přítel
- Velký Orel – Yakariho totem, ochránce a průvodce
- Nebeská Duha – Yakariho kamarádka
- Bizoní Zrnko – Yakariho chvástavý kamarád
- Klidná Skála – stařešina kmene

## Seznam dílů

### První řada
1. Yakari a Velký Orel
2. Yakari a Malý Blesk
3. Yakari a první cval
4. Yakari v zemi vlků
5. Yakari a vládci planin
6. Yakari a cizinec
7. Yakari a let havranů
8. Yakari a lesní ďábel
9. Yakari a běsnění nebes
10. Yakari a řeka zapomnění
11. Yakari a bílé rouno
12. Yakari a ten, co fouká do mraků
13. Yakari a příšera z jezera
14. Yakari a rosomákova pomsta
15. Yakari a malý bobr
16. Yakari a grizzly
17. Zajatci na ostrově
18. Velký oheň
19. Yakari a kojot
20. Yakari a vládci podzemí
21. Yakari a kondor
22. Kojot beze jména
23. Záhadná skála
24. Tajemství Malého Bleska
25. Duha, velký had
26. Yakari a medvědí duch
27. Yakari a neznámý rybář
28. Yakari a mluvící dub
29. Yakari a divný kůň
30. Yakari a létající veverka
31. Yakari a lov na bizony
32. Yakari a Dlouhý Luk
33. Les umí zpívat
34. Yakari a duch s maskou
35. Yakari a divocí koně
36. Yakari a posvátný kámen
37. Přátelé na celý život
38. Yakari a ztracená flétna
39. Yakari a Duch Luny
40. Yakari a sliby
41. Yakari a zraněná medvědice
42. Yakari a podivuhodní zachránci
43. Yakari a zkoušky Klidné Skály
44. Yakari a květina z planin
45. Yakari a Bázlivý Vlk
46. Yakari a past na lovce
47. Yakari a noční záhada
48. Yakari a tajemné oči
49. Yakari a starý bizon
50. Děti orla
51. Yakari a velký mustang
52. Yakari a červený šíp

### Druhá řada
1. Medvědí dráp
2. Otec a syn
3. Úlomek hvězdy
4. Po stopách zlodějů
5. Havraní píseň
6. Burácení ptáka bouřliváka
7. Projížďka s Klidnou Skálou
8. Dar od kmene
9. Záchrana hnízda
10. Yakari a mláďátko
11. Oběť Nebeské Duhy
12. Poslední cesta Ducha Luny
13. Hledání jílu
14. Bizoní roh
15. Sluneční semínka
16. Bizoní stopy
17. Křišťál, šupina a pírko
18. Lapač snů
19. Lístek není dítě
20. Mezi psem a vlkem
21. Hadí vejce
22. Pelikán a rybáři
23. Velké hnízdo
24. Obří stopa
25. Oko rysa
26. Paprsky světla

### Třetí řada
1. Útěk medvíděte
2. Bažiny strachu
3. Koza uprchlice
4. 7 ohňů
5. Těžký poklad
6. Probuzeni obra
7. Jako dva bratři
8. Medvěd, který nemohl spát
9. Tajemství řeky
10. Podivní návštěvníci
11. Průvodce po pláních
12. Malý indián na stromě
13. Yakari a sněžný muž
14. Záhadná skála
15. Výzva Stříbrného Šípu
16. Peříčka radosti
17. Smečka bez vůdce
18. Yakari se postaví jelenovi Dřevěné Parohy
19. Lovci pum
20. Létající invaze
21. Drozd Mnohohlasý
22. Červený Mrak
23. Kamenné bludiště
24. Vidlicové Rohy
25. Ztracené štěně
26. Cesta do údolí